# 馬歇爾虎鯊
馬歇爾虎鯊（學名：Heterodontus marshallae）是軟骨魚綱虎鯊目虎鯊屬下的一個物種，又名馬歇爾異齒鯊，生活於西印度洋西澳大利亞海域，水深125至229公尺，本魚體延長，前部粗大，後部漸細小，吻部有半圓形暗條，通常大部分分叉，後鰓裂下方無暗條延伸至前胸鰭，體側由 22條暗帶和鞍狀斑，幼魚的背鰭比成魚高，背鰭硬棘長，體長可達60.1公分，棲息在礁石區，屬肉食性，卵生的，生活習性不明。